# 斯图尔福什市镇
斯图尔福什市镇（瑞典語：Storfors kommun）是瑞典中西部韦姆兰省的一个市镇。其治所位于斯图尔福什，约有2,500名居民。